# Escuela de calor
«Escuela de calor» es una canción del grupo de pop-rock español Radio Futura, incluido en su segundo álbum de estudio La ley del desierto / La ley del mar.

## Descripción
El tema supone la culminación del giro artístico de la banda que había comenzado dos años antes con la publicación del sencillo La estatua del jardín botánico. Combina elementos afroamericanos con el sonido funky.
Se trata de una de las canciones más populares del grupo, recordada tanto por su ritmo africano a la batería como por el punteo del guitarrista Enrique Sierra.

Según declaraciones de Auserón: 

Con «Escuela de calor» quería meter el castellano en una rítmica afroamericana. En esa época tocábamos con pulsión casi punki, pero queríamos que tuviese una subdivisión funk. Y entre el punk y el funk queríamos que el castellano se expresase con libertad
Santiago Auserón en Rolling Stone.

El sencillo alcanzó el número siete en la lista de los más vendidos y se editó seguidamente en formato maxisencillo, incluyendo también la versión instrumental de la canción y en la cara B los temas Un africano por la Gran Vía y Dub.
Volvió a editarse como sencillo en 1989, en la versión en directo incluida en el álbum Escueladecalor. El directo de Radio Futura.
El tema fue regrabado por el grupo, acentuando la influencia funky para el álbum Tierra para bailar (1992). Se retituló como The School of Heat y de nuevo se publicó como sencillo.
El tema ha sido clasificado por la revista Rolling Stone en el número 8 de las 200 mejores canciones del pop-rock español, según el ranking publicado en 2010.

## Diseño
La portada del sencillo reproduce un brazo sujetando un arco con una flecha que apunta al Edificio Carrión.

## Versiones
La canción fue versionada por El Canto del Loco para el álbum homenaje a Radio Futura Arde la calle, publicado en 2004.

## Videoclip
Se realizaría un videoclip de Escuela de Calor. Sería realizado como parte de un proyecto del programa televisivo La edad de oro de Paloma Chamorro, que proporcionó los medios para que la propia banda lo realizase, siendo uno de los primeros de la música española.
El videoclip se desarrolla en un ambiente oscuro en que los miembros del grupo, elegantemente disfrazados de personal de una discoteca, esperan a que lleguen clientas desprevenidas a esa "escuela de calor", con aviesas intenciones.

## En la cultura popular
La canción se incluye en la banda sonora del videojuego Guitar Hero World Tour (2008).
En 2013 se estrenó un espectáculo musical de evocación de canciones de la década de 1980, protagonizado por Paula Sebastián y Naím Thomas que toma como título el nombre de la canción.
En 2015 el escritor mexicano Fabrizio Mejía Madrid presentó un libro titulado Arde la calle, que incluye crónicas sobre los años 80 y cuyo tema está inspirado en la canción de Radio Futura.